# San José de las Torres
San José de las Torres är en ort i Mexiko.   Den ligger i kommunen Morelia och delstaten Michoacán de Ocampo, i den södra delen av landet, 210 km väster om huvudstaden Mexico City. San José de las Torres ligger 2 192 meter över havet och antalet invånare är 729.
Terrängen runt San José de las Torres är huvudsakligen kuperad, men åt sydost är den bergig. Terrängen runt San José de las Torres sluttar norrut. Runt San José de las Torres är det ganska tätbefolkat, med 124 invånare per kvadratkilometer. Närmaste större samhälle är Morelia, 8,4 km nordväst om San José de las Torres. I omgivningarna runt San José de las Torres växer huvudsakligen savannskog.